# Rudolf Cruel
Rudolf Cruel (* 23. August 1820 in Schötmar (heute: Bad Salzuflen); † 8. Juni 1892 in Detmold) war ein deutscher Dichter, Sachbuchautor und Schulrektor.

## Leben
Rudolf Cruel wurde 1820 in Schötmar als Sohn eines Pfarrers geboren. Cruel war Lippischer Landessyndikat, als sein Vater 1834 frühzeitig verstarb. Der Junge besuchte weiterhin das Gymnasium Leopoldinum in Detmold, dort war er ein Schulkamerad von Georg Rosen. Nach seiner Schulzeit studierte er zuerst, dem Wunsch des Vaters gemäß, sieben Semester Theologie in Jena und Bonn. Doch anstatt ein Pfarramt anzutreten, wechselte er stattdessen in den Schuldienst und wurde 1848 Schulrektor in Lage und war Mitarbeiter des dortigen Superintendenten. Von 1857 bis 1868 arbeitete er als Rektor der höheren Töchterschule in Detmold. Krankheitsbedingt musste er mit 48 Jahren sein Amt aufgeben. Nach seiner aktiven Lehrzeit lebte er weiterhin in Detmold, wo er schriftstellerisch tätig war. Im Juni 1892 verstarb er dort im Alter von 71 Jahren.
Cruels publizistische Tätigkeit begann im Jahre 1879. Es erschienen mehrere Sachbücher sowie ein Gedichtband von ihm.

## Schriften (Auswahl)
- Geschichte der deutschen Predigt im Mittelalter. (Sachbuch). Detmold: Meyer 1879.
- Gedichte eines alten Schulmeisters. (Gedichte). Detmold: Meyer 1881.
- Die Sprachen und Völker Europas vor der arischen Einwanderung. Streifzüge auf turanischem Sprachgebiet. (Sachbuch). Detmold: Meyer 1883.